# Бутел (Скоп'є)
Бутел — район Скоп'є, столиці Північної Македонії, розташований в північній частині міста. Він складається з двох частин — Бутел I і Бутел II і є центром Муніципалітету Бутел.

## Населення
За даними перепису населення 2002 року — 14 005 жителів.
| Національність | К-сть |
| Македонці      | 7 616 |
| Албанці        | 4 846 |
| Турки          | 450   |
| Цигани         | 104   |
| Волохи         | 27    |
| Серби          | 377   |
| Босняки        | 406   |
| інші           | 179   |

## Спорт
Футбольний клуб — ФК Бутел, заснований в 1982 році під назвою ФК Ударници.